# Clochette et le Secret des fées
Série
Clochette et l'Expédition féerique
(2010) Clochette et la Fée pirate
(2014)
Pour plus de détails, voir Fiche technique et Distribution.
Clochette et le Secret des fées ou Le Secret des ailes magiques au Québec (Secret of the Wings) est le 123e long-métrage d'animation des studios Disney. Réalisé par Peggy Holmes, il est sorti en 2012.
C'est le quatrième film de la saga autour de la fée Clochette de la branche Disney Fairies après La Fée Clochette (2008), Clochette et la Pierre de lune (2009) et Clochette et l'Expédition féerique (2010), et avant Clochette et la Fée pirate (2014) et Clochette et la Créature légendaire (2015).

## Synopsis
Il existe au-delà de la vallée des fées un royaume où l'hiver est roi : la forêt blanche. Bien qu'il soit interdit d'y pénétrer, l'intrépide Clochette décide de s'y aventurer, mais un étrange phénomène s'y produit dès qu'elle passe la  frontière : ses ailes se mettent à scintiller de mille feux. En cherchant à en connaître les raisons, elle fait la connaissance d'une mystérieuse fée des glaces qui lui ressemble étrangement. Cette rencontre va bouleverser sa vie, mais également ébranler les certitudes de tout son groupe d'amies et des habitants de la vallée des fées.

## Fiche technique
- Titre original : Tinker Bell: Secret of Wings
- Titre français : Clochette et le Secret des fées
- Titre québécois : Le Secret des ailes magiques
- Réalisation : Peggy Holmes
- Scénario : Robert Gannaway, Peggy Holmes, Tom Rogers et Ryan Rowe
- Montage : Jim Passon
- Musique : Joel McNeely
- Production : Lorri Broda, Michael Wigert et John Lasseter
- Société de production : Walt Disney Animation Studios et DisneyToon Studios
- Société de distribution : Walt Disney Home Entertainment
- Pays :  États-Unis
- Genre : Animation, aventure et fantasy
- Langue : anglais
- Durée : 75 minutes
- Dates de sortie[2] :  France : 10 octobre 2012 (cinéma) ;  États-Unis : 23 octobre 2012 (vidéo)

## Distribution

### Voix originales
- Mae Whitman : Tinker Bell (Clochette)
- Lucy Hale : Periwinkle (Cristal)
- Lucy Liu : Silvermist (Ondine)
- Angela Bartys : Fawn (Noa)
- Raven-Symoné : Iridessa
- Megan Hilty : Rosetta (Rosélia)
- Pamela Adlon : Vidia
- Jesse McCartney : Terence
- Timothy Dalton : Lord Milori
- Anjelica Huston : Queen Clarion (reine Clarion)
- Matt Lanter : Sled
- Debby Ryan : Spike
- Grey DeLisle : Gliss (Neige)
- Jeff Bennett : Clank (Clark) / Dewey (Darwin)
- Jane Horrocks : Fairy Mary (fée Marie)
- Rob Paulsen : Bobble (Gabble)
- Kathy Najimy : Ministre de l'été
- Jodi Benson : Healing Fairy (fée infirmière)
- Bella Thorne : Aditional Voices (voix additionnelles)
- Sydney Sierota : soliste chant

### Voix françaises
- Lorie : Clochette
- Amel Bent : Cristal
- Edwige Lemoine : Rosélia
- Ariane Aggiage : Iridessa
- Anna Ramade : Noa
- Marieke Bouillette : Ondine
- Élisabeth Ventura : Vidia
- Thibaud Vaneck : Terence
- Audrey Sablé : Spike
- Magali Rosenzweig : Neige
- Edgar Givry : Lord Milori
- Marie-Frédérique Habert : reine Clarion
- Thibaut Belfodil : Sled
- Denis Boileau : Darwin
- Fabrice Fara : Gabble
- Charles Pestel : Clark
- Brigitte Virtudes : fée Marie
- Alexia Lunel : fée infirmière
- Bénédicte Lécroart : soliste chansons

Source : Allodoublage

## Chansons du film
- Nous viendrons (We'll Be There) - soliste
- Le Grand Fossé (The Great Divide) - soliste
- Le Grand Fossé (Reprise) - soliste
- The Great Divide (générique de fin) - McClain Sisters